# Szent Mihály-templom (Hamburg)
A Szent Mihály-templom (St. Michaelis Hauptkirche) Hamburg legfiatalabb, de mégis legnevezetesebb főtemploma. Ez Elbától nem messze, egy kisebb dombon, az Ost-West Strasse déli oldalán áll. A nép ajkán a „Michel” (Miska) nevet kapta. Az Elbán érkező hajókról már messziről látható, jellegzetes tornyát a város jelképének tekintik. A névadó Mihály arkangyal hatalmas bronzszobra 1912 óta a homlokzaton, a bejárat fölött győzedelmeskedik az ördög felett.

## Története
A 17. század elején a forgalmas kikötő és a virágzó kereskedelmi központ bevételéből a város 1616–1625 között az abban az időben áttörhetetlennek tartott falrendszert épített a harmincéves háború fenyegetéseinek elhárítására. Az erődítmény részként Johan van Valckenburgh holland hadmérnök tervei szerint egyebek közt  huszonkét bástyát is építettek. Ugyancsak Valckenburgh tervei alapján kettéválasztották az Alster már eddig is szabályozott medrét. Ezzel két tavat (Külső-Alster és Belső-Alster) alakított ki, nyugat és észak felé jelentősen megnagyobbítva a város területét. A nyugati részen újonnan kialakított, védett terület, az Újváros (Neustadt) lakossága néhány éven belül húszezer főre nőtt, gyorsan kinőve az ellátására eredetileg épített templomot.
Az új templomot elődéhez (amit ma „Kis Szent Mihály-templomnak” — Kleine St. Michaelis-Kirche) — hívnak) közel, Cristoph Corvinus tervei alapján építették fel 1649–1661 között, majd 1665–1668 között toldották hozzá a tornyot Peter Marquart irányításával. A tornyot Marquart saját, néhány évvel korábbi munkájáról, a Szent Katalin-templom tornyáról mintázta
A 17. században ez volt a legnagyobb német templom, a müncheni Szent Mihály-templom evangélikus ellenpárja. 1685-ben a város a plébániát az ötödik fő plébániának ismerte el.
A templom 1750. március 10-én egy villámcsapás után porig égett. Az új templom Johann Leonhard Prey és Ernst Georg Sonnin tervei alapján, 1762-ben készült el, de a tornyot csak 1776–1786 között állították helyre.
1906-ban ismét leégett, ekkor azonban J. Faulwasser, H. Geissler és E. Meerwein irányításával már alig öt év alatt, 1907–1912 között helyreállították.
A harmadik templom csaknem átvészelte a második világháborút, de pár nappal annak vége előtt három olyan súlyos bombatalálatot kapott, hogy csak a torony és a kripta maradt épen. A legtöbb építész úgy vélte, hogy az épület helyreállíthatatlan, de Gerhard Langmaack (1898–1986) vállalkozott a feladatra, és a templomot 1952-ben ismét felszentelhették. 1983 óta folyamatosan felújítják.

## Az épület
A kissé meghosszabbított főtengelyű görög kereszt alaprajzú templom hossza 71, szélessége 51 m. A falak szinte teljesen a Sonnin-féle (második) templomból maradtak meg; a mai templom egyébként is csaknem hű mása az eredetinek. A keskeny, magas ablakok felfelé törnek, amint ez a gótikus építészetben szokás, de a reneszánszra jellemző módon kerek ívek zárják őket. Ugyancsak reneszánsz jellegűek a lendületes oromzatok és a tetőtér egymásra épülő elemei.
A 132 m magas, rézzel borított, barokk templomtoronyban 82,5 m magasan teraszt alakítottak ki, ahonnan pazar kilátás nyílik a városra és az Elbára. A kilátóhely 449 lépcsőn vagy lifttel érhető el. A torony hegyes csúcsának végén egy gömb ül. A torony alsó része a harangok szintjéig még a legelső templomból maradt meg — annyi módosítással, hogy falait Sonnin 6 m vastagra erősítette meg.

## Berendezése
A templomcsarnok az uralkodó fehér-arany színkombinációnak köszönhetően ünnepélyes benyomást kelt. A nyugati és a két oldalsó szárnyat karzat szegélyezi.
- A torony bejáratánál álló díszes, kovácsoltvas gyűjtőpersely 1763-ban készült, az eredeti templom berendezéséből maradt fenn.
- A fehér márvány keresztelő medence ugyancsak 1763-ban készült, Livornóban.
- Az oltár és a szószék is márvány és ugyancsak itáliai munka — ezek 1912-ből valók:
  - a 20 m magas oltárt díszítő üvegmozaik Krisztus feltámadását ábrázolja,
  - az oltár asztala fölötti bronz domborművön az utolsó vacsora látható,
  - az oldalsó domborművek Krisztus életének egyes jeleneteit mutatják be;
- A templom eredeti orgonája az 1906-os tűzvészben pusztult el; a helyébe állított új 1912-ben készült el a ludwigsburgi Walcker orgonagyárban. 12 173 sípjával ekkor ez volt a világ legnagyobb orgonája. Az 1945-ös bombatalálatok annyira megrongálták, hogy el kellett bontani. Most is álló utódát a bajorországi Steinmeyer műhelyben készítették 1962-ben; megjelenése elődjéét idézi.
- Az északi karzaton álló kisebb koncertorgona is Walcker-gyártmány, de amikor az új orgonát felállították, ezt is megnagyobbították.

## Egyéb
A torony északi oldala mellett 1912 óta áll Luther Márton igen kifejező, csöppet sem idealizált szobra: Otto Lessing olyan makacsnak, dölyfösnek ábrázolja a Luthert, amilyen valószínűleg lehetett is.
A torony csarnokában áll Ernst Georg Sonnin szobra, Oscar Ulmer műve (1906). Az építész sírja a templom kriptájában van.
Délelőtt tíz órakor a toronyból trombitakoncert hallható.